# Economía de Vigo

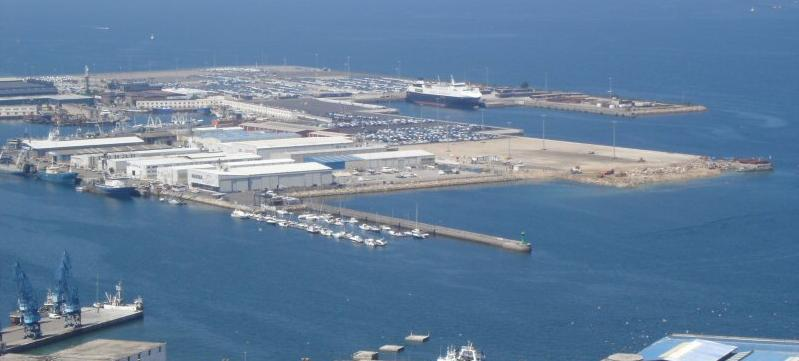
Terminal de Bouzas, en el Puerto de Vigo

La economía de la comarca de Vigo se caracteriza por la preponderancia de una economía diversificada, volcada en los sectores pesquero, industrial y de servicios. Entre los motores de la economía de Vigo, está la industria automovilística, liderada por el grupo francés PSA Peugeot Citroën, que tiene en la comarca su primera factoría en importancia de Europa, al producir en 2007 un total de 547.000 vehículos, de los cuales más del 88% fueron exportados a la Unión Europea.
Asimismo, son muy importantes la construcción naval y el sector pesquero en todas sus vertientes, desde la industria extractiva, armadores, hasta la comercial, con sus lonjas de altura y de bajura, así como la industria conservera, congeladora y transformadora. Vigo es el primero puerto comercializador de pescado para consumo humano del mundo (650.000 toneladas en el año 2004), y los astilleros de la Ría son líderes de la construcción naval personal española, por facturación y tonelaje. También destaca la extracción, transformación y comercialización de granito y otras piedras ornamentales en Porriño. 
El puerto de Vigo cuenta con más de 9 km de muelles de atraque. En él cabe citar la importancia del tráfico de mercancías, cuyo volumen total en 2004 ascendió a 4,234 millones de toneladas. Los mayores tráficos corresponden a mercancías generales, destacando el movimiento en contenedores, el tráfico ro-ro de vehículos y la piedra natural, además de los productos pesqueros.
Una infraestructura relevante en la economía de Vigo es el aeropuerto de Vigo, situado a las afueras de la ciudad, que ya en 2005 superó la cifra de 1.000.000 viajeros, también son salientables la  Estación de Vigo-Urzáiz y Estación de Vigo-Guixar
Otras actividades económicas importantes en Vigo y comarca son la industria química y farmacéutica, con factorías en Mos y Porriño; la industria textil; la industria editorial, de la que Vigo es el primer referente en Galicia; la industria alimentaria; la fabricación de productos para la construcción; la fabricación de maquinaria industrial; la ingeniería naval y en menor medida a industria aeronáutica.
Una institución imprescindible para el desarrollo industrial de Vigo y su comarca fue la Zona Franca, fundada en 1947 y que en la actualidad funciona como Agencia de Desarrollo Local, promoviendo suelo e infraestructuras de carácter eminentemente industrial y comercial en Vigo y comarca.
En turismo el municipio recibe un significativo número de visitantes durante todo el año debido a su gastronomía, fiestas y oferta cultura

## Instituciones
El Ayuntamiento de Vigo, que cuenta con más de 1.000 funcionarios, dispuso en 2018 de una cifra de 256 millones de euros de presupuesto, el presupuesto más importante de toda su historia. Además, la Universidad de Vigo desempeña un papel importante junto al sector privado en el progreso tecnológico y en consecuencia, en el desarrollo económico de Vigo.

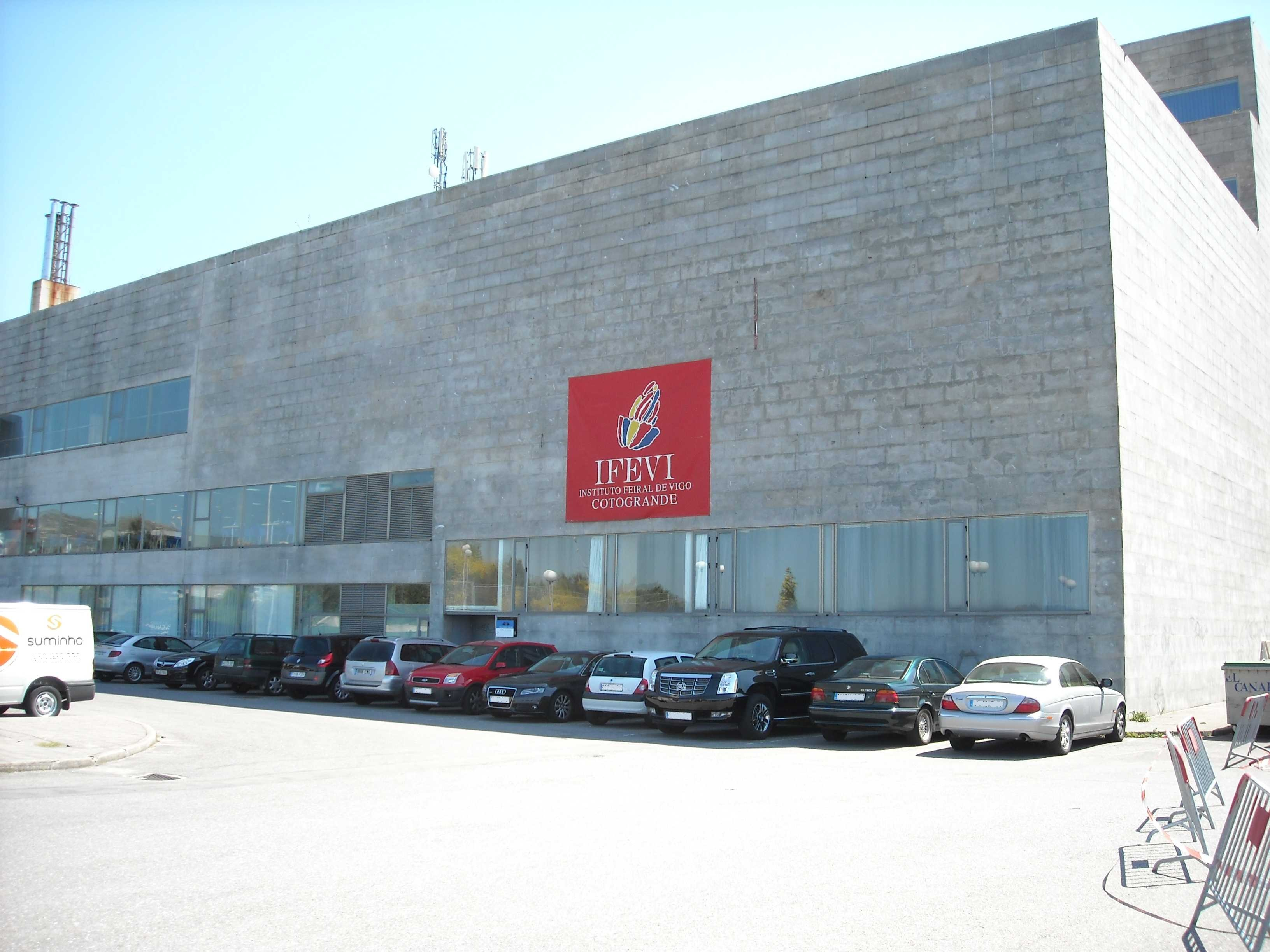
Instituto Ferial de Vigo (IFEVI), Coto Grande.

Igualmente digno de mención como motor de la economía viguesa es la actividad ferial y congresual. El IFEVI (Instituto Ferial de Vigo) es promotor de ferias y congresos en sus instalaciones de Coto Grande (Cabral), lugar alejado del centro de la ciudad pero acomodado para la actividad ferial debido a sus buenas comunicaciones (está situado tan sólo a 300 metros del aeropuerto de Peinador, y dispone de salida directa desde la Autopista del Atlántico AP-9). Poco a poco se consolidó como un referente en la actividad ferial y congresual española, consiguiendo en el 2005 un total de 92 actividades en sus instalaciones (25 ferias y 67 congresos), con 175.000 visitantes profesionales.
La actividad congresual de la ciudad tiene un ánimo definitivo con el Auditorio y Palacio de Congresos Mar de Vigo, obra del afamado arquitecto gallego César Portela, construido en pleno centro de la ciudad (Beiramar).

## Sector financiero
El sector financiero autóctono lo lideraba Caixanova, la entidad heredera de la Caja de Ahorros y Monte de Piedad Municipal de Vigo, fusionada con las cajas de Ourense y de Pontevedra a principios del siglo, que mantiene su sed social en la ciudad. El antiguo Banco de Vigo lo compró en la década de 1970 el Banco de Bilbao (actual Banco Bilbao Vizcaya - Argentaria). Recién diluyó su personalidad el Banco Simeón, que perdió su denominación después de integrarse en el grupo portugués Caja Geral de Depósitos).